# Vingummi
Vingummi er en sliktype fremstillet af vand, sukker, glukose, smagsstof, farvestof og gelatine. Stivelse kan bruges i stedet for gelatine. Det gør vingummien lidt mere sej, men gummiagtig. Ofte er vingummi overfladebehandlet med olie/voks. Sukkerfrit vingummi kan laves ved erstatte sukker og glukose med polyoler som fx sorbitol.
Vingummi er forholdsvis billigt slik og indeholder kun vin i specialprodukter på Bornholm.
Vingummien blev opfundet af englænderen Charles Gordon Maynard i London i 1909.
Mange firmaer laver den; fx Haribo (vingummibamser) og Katjes vingummi.